# Petite Leyre
Die Petite Leyre (auch Petite l’Eyre geschrieben) ist ein Fluss im Südwesten Frankreichs, der im Département Landes in der Region Nouvelle-Aquitaine verläuft. Sie entspringt im Gemeindegebiet von Luxey, entwässert generell in nordwestlicher Richtung durch den Regionalen Naturpark Landes de Gascogne und mündet nach rund 50 Kilometern im Gemeindegebiet von Moustey als rechter Nebenfluss in die Eyre, die hier auch noch als Grande l’Eyre bezeichnet wird.

## Orte am Fluss
(Reihenfolge in Fließrichtung)
- Luxey
- Sore
- Argelouse
- Belhade